# 良人 (妃嬪位號)
良人是中國古代妃嫔的位号。周朝諸侯國秦國國君嫔妃中有良人称号。汉元帝时设置美人六人，良人五人，秩八百石，爵比左庶长。西汉皇帝妃嫔等级：婕妤一，娙娥二，容华三，充仪四，昭仪五，美人六、良人七。东汉废除良人。三国魏文帝再设良人，魏明帝太和年间定其位为视千石。晋朝废除良人。南朝宋明帝太始元年（465）再设良人。南朝陈也设良人，位在九嫔五职之下。